# 愛知県道435号作手保永海老線
愛知県道435号作手保永海老線（あいちけんどう435ごう つくでやすながえびせん）は、愛知県新城市内を通る一般県道である。

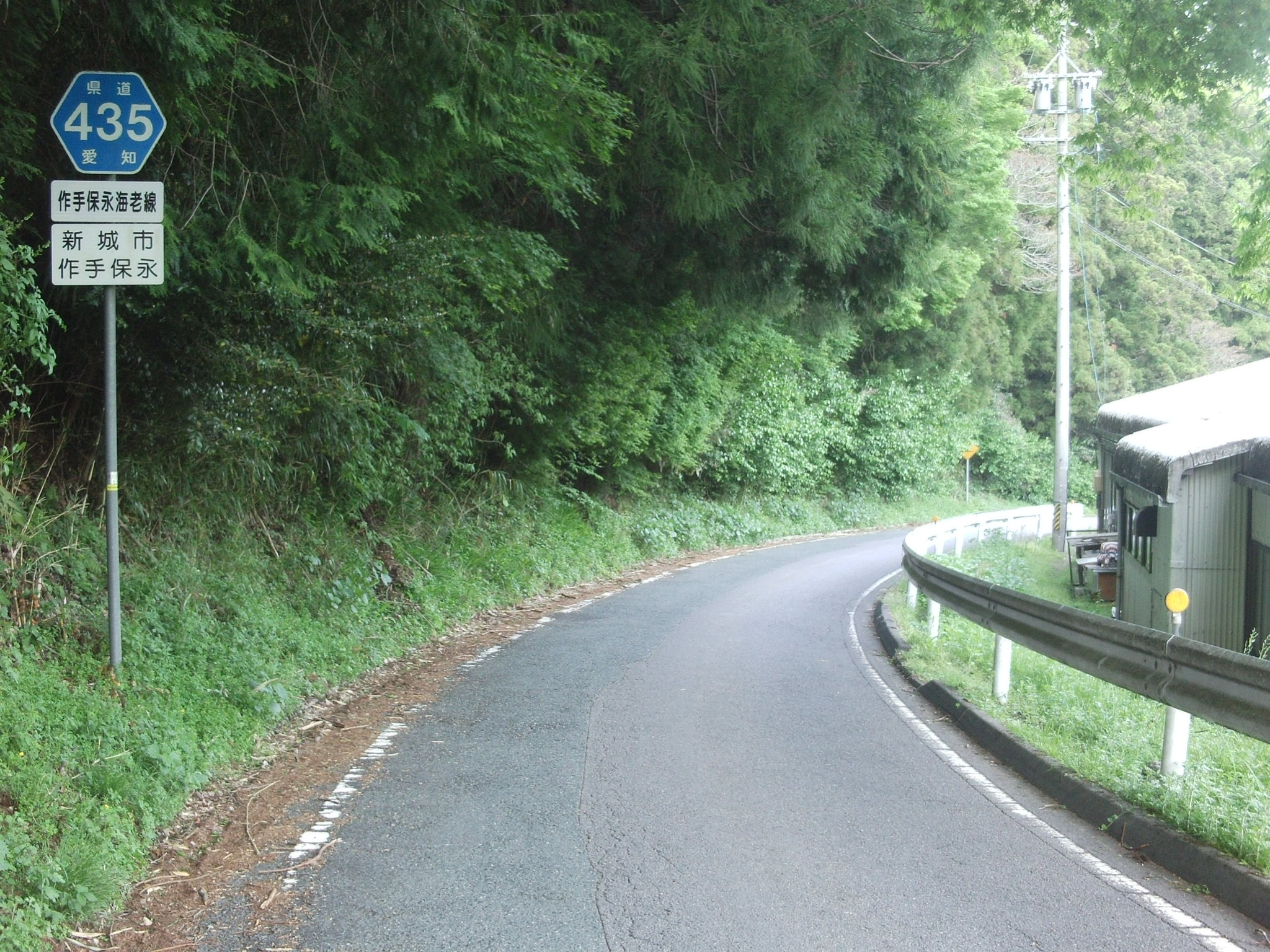
作手保永（起点側）。巴川の流れに沿って蛇行する。作手大和田まではバス路線である。

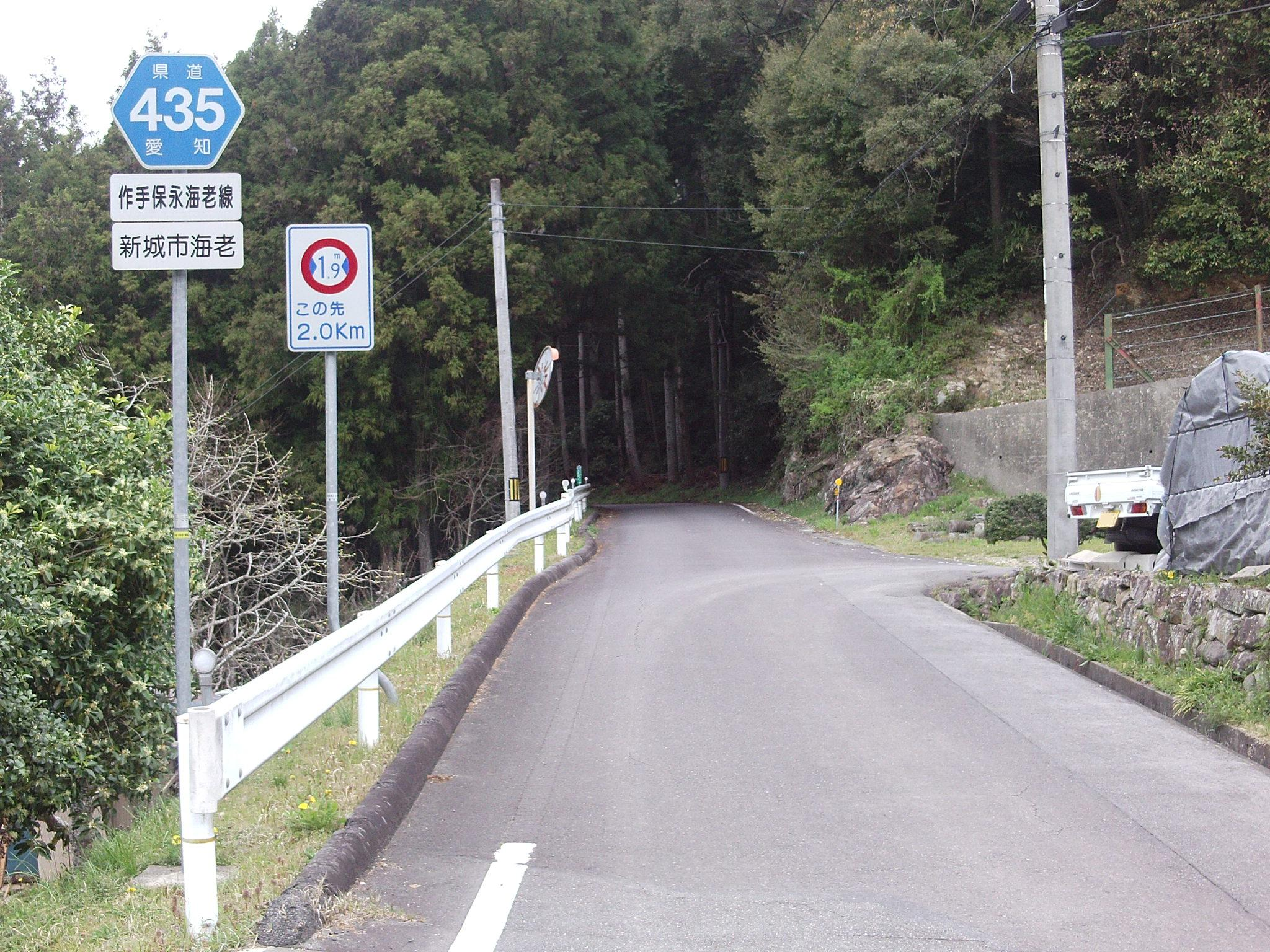
海老（終点側）。終点付近には旧豊橋鉄道田口線の三河海老駅跡（現在は更地）がある。

## 概要
並行し一部重複する県道436号と同様に旧作手村から旧鳳来町に至る道路である。ほぼ全線に亘って1車線道路で、巴川から離れる終点側の山越えは急勾配が連続する。

### 路線データ
- 起点：愛知県新城市作手保永（国道301号交点）
- 終点：愛知県新城市海老（愛知県道32号長篠東栄線交点）
- 全長：約30.8km

## 沿革
- 1959年12月15日：一般県道保永海老線として認定
- 2007年4月1日：一般県道作手保永海老線に改称

## 通過する自治体
- 愛知県
  - 新城市

## 接続する道路
- 国道301号（新城市作手保永字カド）
- 愛知県道437号作手清岳新城線（未完成道路、新城市杉平字本郷で重複）
- 愛知県道436号作手清岳玖老勢線（新城市塩瀬ウトヲ・愛郷字河子石間で重複）
- 国道257号・国道420号（新城市愛郷字羽石・愛郷和良夫間で重複）
- 愛知県道32号長篠東栄線・愛知県道389号富栄設楽線（新城市海老字千原田）

## 沿線
- 巴川（豊川水系）
- 新城市作手農村環境改善センター
- 鳳来海老郵便局
- 作手大和田郵便局